# Reed Miller
James Reed Miller (29 de febrero de 1880-29 de diciembre de 1923), quien grabó como Reed Miller y como James Reed, fue un tenor estadounidense que tuvo una activa carrera como cantante de conciertos y oratorios durante el primer cuarto del siglo XX. Poseía una hermosa y cálida voz lírica que era muy expresiva.

## Biografía
James Reed Miller nació en Carolina del Sur el 29 de febrero de 1880. Sus padres fueron George Washington Miller (1837–1892) y Emmala Thompson Miller (de soltera Reed; 1839–1893). Era el menor de cinco hermanos; sus hermanos fueron William Nicholas (1869-1922), George Augustus (1871-1941), Caroline Hammond (1873-1961) y Mary Yarborough (1873-1965).
Miller comenzó su carrera como solista en iglesias de la ciudad de Nueva York, donde alcanzó una gran reputación. Comenzó a aparecer en los principales festivales de música de Estados Unidos en la primera década del siglo XX. Estuvo casado con la contralto Nevada Van der Veer (1870-1958). Junto con la soprano Agnes Kimball, el bajo-barítono Frank Croxton y su esposa, Miller realizó una gira por los Estados Unidos con el Croxton Quartet. También fue miembro del Columbia Stellar Quartet.
Miller es mejor recordado hoy por sus contribuciones a los primeros días de la música grabada. A diferencia de muchas otras grabaciones de su época, las suyas son de un alto nivel musical. Su primer disco conocido data de 1905 en Edison Records. Continuó realizando grabaciones hasta 1923 con Columbia Records, Edison Records (placas y cilindros Amberola), Pathé Records, Rainbow Records, Vocalion Records y Victor Talking Machine Company. También realizó grabaciones con el Croxton Quartet para Edison y grabó varios duetos con Frederick Wheeler (bajo los nombres de «James Reed & James F. Harrison») para Victor.